# Paperino sceriffo di Val Mitraglia
Paperino sceriffo di Val Mitraglia (Sheriff of Bullet Valley), pubblicata anche col titolo Paperino sceriffo di Valmitraglia, è una storia a fumetti in 32 tavole realizzata da Carl Barks e pubblicata per la prima volta su Four Color n. 199 dell'ottobre 1948. Nel suo libro 1,000 Comic Books You Must Read il fumettista Tony Isabella descrive la storia come "un magistrale mix di azione e commedia".

## Storia editoriale
La storia si ispira ai film western di serie B dell'epoca, in particolare al preferito di Barks Hop-a-long Cassidy (1935). Barks utilizzò dettagli del film nella sua parodia a fumetti.
Il manifesto di ricercato nell'ultima pagina della storia è un'auto-caricatura di Barks. In un'intervista del 1971 con Michael Barrier, l'autore disse: "Quella caricatura ha avuto origine ai vecchi tempi dello studio Disney nei fogli di gag che noi ragazzi eravamo soliti disegnare l'uno dell'altro e far circolare. Alcuni dei ragazzi iniziarono a disegnarmi con questo enorme nasone, quindi ho semplicemente copiato quella vecchia caricatura".

## Trama
Paperino, Qui, Quo e Qua arrivano nella città del West di Val Mitraglia e scoprono che c'è una taglia di duemila dollari per la cattura di una banda di ladri di bestiame. Paperino, grande esperto di film western di serie B, riesce a farsi assumere come vicesceriffo, ma rifiuta l'aiuto dei nipoti. Il papero si dirige verso il ranch di Bomba Serpenero, ma quest'ultimo gli fa notare che il cavallo su cui si trova porta stranamente il suo marchio, il doppio X, così glielo porta via. Paperino arriva quindi al ranch di Jim Losanga, che gli dice che Serpenero ha trovato il proprio marchio sul bestiame di parecchia gente. In quel momento arriva Serpenero che, trovando il doppio X sul bestiame di Jim, gli porta via tutti i manzi. Paperino, credendo che Jim sia il ladro, lo immobilizza e va a controllare gli altri capi che il mandriano tiene in un canyon, scoprendo che hanno il marchio della losanga. Convintosi della colpevolezza di Jim e dello sceriffo, va da Serpenero e gli racconta del bestiame nel canyon, quindi viene cacciato via.
Nel frattempo, Qui, Quo e Qua si mettono a indagare per conto loro e arrivano al ranch di Jim, che racconta loro i fatti. I quattro si nascondono quando arriva Serpenero insieme ai suoi uomini, e sentono il mandriano dire che intende andare a prendersi i manzi che Jim nasconde nel canyon. Seguendoli fino al canyon, Jim e i paperini assistono al furto ma vedono sul bestiame il marchio del doppio X, capendo che Serpenero riesce misteriosamente a marchiare tutto il bestiame che ruba. Mentre Jim va a chiamare lo sceriffo, Qui, Quo e Qua seguono Serpenero al suo ranch e gli rubano una jeep con un'antenna da cui scaturisce il raggio che usa per marchiare il bestiame a distanza. Mentre fuggono incontrano Jim e lo sceriffo e, dopo aver mostrato loro la macchina, decidono di tendere un'imboscata a Serpenero. Tuttavia Paperino, che stava riposando lì vicino, avverte il mandriano, che riesce a fuggire. Paperino viene informato dell'imbroglio e, per riscattarsi, decide di andare a cercare Serpenero da solo al posto dello sceriffo. Dopo un furioso combattimento, Paperino riesce a catturare Serpenero e viene nominato sceriffo. Egli però si dimostra negligente, preferendo vedere film western piuttosto che fare il proprio dovere.

## Edizioni
La storia fu pubblicata per la prima volta negli Stati Uniti su Four Color n. 199 dell'ottobre 1948. Fu poi ristampata più volte a partire dagli anni ottanta, e pubblicata in diverse nazioni europee oltre che in Brasile e Messico. In Italia fu pubblicata per la prima volta il 7 maggio 1949 su Albi d'Oro n. 156; le prime edizioni italiane della storia videro la rimozione della seconda tavola e di numerose vignette, tra cui la seconda metà dell'ultima tavola. Solo a partire dagli anni ottanta venne pubblicata in un formato fedele all'originale; nel settembre 1995 la storia fu pubblicata nel n. 72 di Zio Paperone con una nuova traduzione, utilizzata anche per le successive ristampe.

## Altri media
La storia fu adattata in un racconto illustrato dal titolo Paperino e il mistero della doppia X, inserito nel libro I 4 filibustieri edito da Arnoldo Mondadori Editore nel 1961. Il testo di questo adattamento è di Guido Martina, mentre le illustrazioni sono di Giovan Battista Carpi.